# Hancea integrifolia
Hancea integrifolia är en törelväxtart som först beskrevs av Carl Ludwig von Willdenow, och fick sitt nu gällande namn av S.E.C.Sierra, Kulju och P.C.van Welzen. Hancea integrifolia ingår i släktet Hancea och familjen törelväxter. Inga underarter finns listade i Catalogue of Life.